# Samuel Sebastian
Samuel Sebastian es un cineasta y dramaturgo español de Valencia, hijo de la pintora Ester Rodríguez Ro. 

## Biografía
Desde los 12 años escribe artículos sobre cine y arte. Licenciado en Historia del Arte, obtuvo el premio extraordinario de carrera. Después comenzó su carrera como cineasta y ocasionalmente com profesor de cine, fundando la productora sinCasa. 
Miembro del grupo Ja En Tenim Prou recibió, junto a todo el colectivo, el Premio Libertad de Expresión otorgado por la Unió de Periodistes Valencians.
Igualmente ha realizado videoclips para Clara Andrés y el grupo Òwix, además de recibir varios premios por sus cortos. En 2009 fue nominado a los Premios Tirant por su videoclip Fer Res, interpretado por Clara Andrés y por su videocreación sobre las personas migrantes y los medios de comunicación La mar que ens separa. Finalmente, ganó dicho premio en 2010 con el documental Las migrantes, una visión de la migración desde un punto de vista de género. También fue nominado en las categorías de mejor largometraje documental y mejor videocreación.
En octubre de 2008 obtuvo el premio Octubre de teatro con la obra Les habitacions tancades, que es su primer texto dramático, siendo el más joven ganador de este premio y el primero nacido en la ciudad de Valencia.
Su película La pausa de los muertos fue retirada por él mismo del Festival de Cine de Teherán como protesta pública por los abusos y torturas del gobierno iraní, escribiendo una carta en la que mostraba sus razones.
Actualmente reside en Valencia.

## Filmografía
- El primer silencio (2006). 76 min.
- Mur Viu (2007). 63 min. Documental.
- La Moma (2007). 10 min. Documental. Premi LesGaiCineMad08 al mejor documental español.
- Històries trobades i trens perduts (2008). 3 min.
- El final del principio/ La fi del principi (2008). 24 min. Documental.
- Tots tenen la culpa (2008). 17 min.
- Diari d'un malalt d'amor (2009). 96 min.
- Las migrantes. (2009) 22 min. Documental.
- Déu és blanc. (2009) 30 min. Documental.
- El camino sin fin. (2010) 84 min. Documental.
- La pausa dels morts. Documental. Postproducción.
- Waiting for Europe. (2016) 20 min.
- The long night of imagination (2016) 87 min.

## Videocreaciones
- 1936: in memoriam (2007). 10 min.
- La mar que ens separa (2008). 15 min.
- temps! (2009). 3 min.

## Teatro
- Les habitacions tancades (2008). Premi octubre de 2008 de teatre.